# Eivind Skabo
Eivind Skabo, né le 17 août 1916 à Bærum et mort le 18 avril 2006 à Oslo, est un kayakiste norvégien. 

## Carrière
Eivind Skabo participe aux Jeux olympiques d'été de 1948 à Londres et remporte la médaille de bronze dans l'épreuve du K1-10000m.